# ヘス望遠鏡
座標: 南緯23度16.28分 東経16度30分 / 南緯23.27133度 東経16.500度
ヘス望遠鏡(英：HESS telescope)は、地球の大気にガンマ線が衝突した場合に発生するチェレンコフ光を観測するガンマ線望遠鏡。アフリカ南西部のナミビアに設置。チェレンコフ光を集める集光鏡は四基で、60cmの鏡382枚を並べて一基あたり108平方メートルの集光面積を持っている。2002年観測開始。
HESSとは(High Energy Stereoscopic System)の略であるが、1912年に宇宙線を発見し、後にノーベル物理学賞を受賞した物理学者ヴィクトール・フランツ・ヘスにもちなんでいる。ドイツ、フランス、イギリスなどヨーロッパの数カ国にある大学や研究所によって共同設置、運営がなされている。